# ЧС4
ЧС4 (на чешки: ČS4) е модел локомотиви на чешките заводи „Шкода“, предназначен за пазара на Съветския съюз.
Базовият вариант и подобрената версия от 1971 година ЧС4Т се произвеждат от 1963 до 1972 година, като общият брой на произведените машини е 232. Локомотивът е с електрическо задвижване, захранвано с 25 kV променлив ток, и е предназначен за пътнически влакове.